# Élections législatives kiribatiennes de 2024
Des élections législatives ont lieu aux Kiribati les 14 et 19 août 2024 afin de renouveler 44 des 45 ou 46 membres de son assemblée, la Maneaba ni Maungatabu.
Le mandat du président de la République Taneti Maamau étant arrivé à échéance en mai, le scrutin devrait être suivi en octobre d'une élection présidentielle.
Les résultats des scrutins législatifs n'ayant pas dégagé de majorité claire, l'équilibre des forces à la Maneaba n'apparaît qu'en septembre, quand une majorité des élus se range dans le camp présidentiel.

## Partis politiques et contexte
Il n'existe pas de partis politiques formellement organisés aux Kiribati. Les partis sont des groupements informels et fluides, sans quartier général ni programme ni structure formelle, et il est fréquent que des députés changent de parti après leur élection ou durant une législature. Durant la législature 2020-2024, les députés affiliés au gouvernement siègent avec l'étiquette Tobwaan Kiribati, même lorsque ce n'est pas celle avec laquelle ils ont été élus, tandis que les groupes d'opposition se sont assemblés pour former le parti Boutokaan Kiribati Moa Party,.
Les affiliations politiques étant fluides, beaucoup de candidats disent aux citoyens de leur circonscription qu'ils reviendront vers eux une fois élus pour décider avec eux de leur étiquette politique.
L'année 2022 a été marquée par les assauts du gouvernement du président Taneti Maamau contre le pouvoir judiciaire. En mai 2022, son gouvernement suspend David Lambourne, juge à la Haute Cour et époux de la cheffe de l'opposition parlementaire Tessie Lambourne. Le gouvernement invoque des méfaits du juge, sans préciser lesquels. David Lambourne fait appel de sa suspension, et le gouvernement Maamau suspend alors le président de la Haute Cour, William Hastings, l'empêchant de traiter cet appel. En août, le gouvernement tente d'expulser David Lambourne du pays, le conduisant à l'aéroport international de Bonriki et faisant fi d'un arrêt de la Cour d'Appel interdisant sa déportation. À l'aéroport, la police tente de contraindre physiquement David Lambourne d'entrer dans l'avion de la compagnie Fiji Airways, mais le refus du pilote d'embarquer un passager illégalement contraint les autorités gilbertines à y renoncer. Le juge est alors placé en détention,. Le 19 août, les avocats du gouvernement demandent à la Cour d'Appel de consentir à l'expulsion de David Lambourne, et présentent à la Cour un avertissement de la part du président Maamau, qui menace de suspendre la Cour d'Appel si elle ne « corrige » pas son arrêt. La Cour ayant refusé de plier face à ces menaces, le 6 septembre, le gouvernement Maamau suspend les trois juges de la Cour d'Appel. Sir Ieremia Tabai, député d'opposition et ancien président de la République, condamne cette décision, soulignant qu'il n'y a désormais plus de pouvoir judiciaire pouvant contraindre le gouvernement à respecter la Constitution et le droit. Le 28 octobre, le président de la République nomme la procureure générale Tetiro Semilota (qui a le rang de ministre) présidente par intérim de la Haute Cour, aggravant les inquiétudes quant à la séparation des pouvoirs dans le pays. En décembre, sous la contrainte, William Hastings démissionne formellement de son poste de président de la Haute-Cour et retourne en Nouvelle-Zélande, tout en accusant le gouvernement Maamau d'avoir sapé « l'indépendance de la justice, l'État de droit et les droits de l'homme ».
David Lambourne est contraint de quitter les Kiribati le 16 mai. La rapporteur spéciale sur l'indépendance de la justice pour le Haut-Commissariat des Nations unies aux droits de l'homme condamne cette expulsion, soulignant l'irrégularité des procédures, leur non-conformité avec les normes internationales de justice, l'impossibilité pour David Lambourne d'être entendu par une autorité judiciaire indépendante, et plus généralement les attaques répétées du gouvernement Maamau contre l'indépendance de la justice aux Kiribati,.

## Système électoral

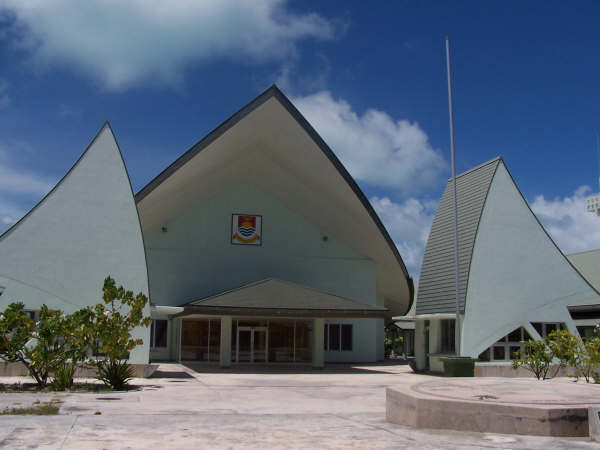
Le siège du parlement à Ambo.

Les Kiribati sont dotés d'un parlement unicaméral appelée Maneaba ni Maungatabu (littéralement « Maison commune de la montagne sacrée »), renouvelée tous les quatre ans. Cette assemblée est composée d'un total de 45 ou 46 membres, dont 44 sont élus au scrutin direct selon une variante du scrutin uninominal majoritaire à deux tours dans des circonscriptions de 1 à 3 sièges. Sept d'entre elles n'ont qu'un seul sièges à pourvoir, onze en ont deux, et cinq autres en ont trois.
Les électeurs sont ainsi munis d'autant de voix que de sièges à pourvoir dans leurs circonscription, et peuvent les répartir aux candidats de leurs choix. Au premier tour, les candidats des circonscriptions uninominales sont élus selon la forme classique de ce mode de scrutin : un candidat est élu s'il recueille la majorité absolue. À défaut, un second tour est organisé entre les deux candidats arrivés en tête, et celui réunissant le plus de suffrages est élu.
Dans les circonscriptions de deux ou trois sièges, cependant, les candidats doivent pour être élus arriver en tête et recueillir seuls au moins 25 % des suffrages. S'il reste des sièges à pourvoir passé le premier tour, un second est organisé entre les candidats arrivés en tête, à raison d'autant de candidats que de sièges, plus deux. Le ou les candidats arrivés en tête sont alors élus.
Enfin, un membre est élu au suffrage indirect par le Conseil des chefs de la communauté banabienne de l'île de Rabi, tandis que le procureur général devient membre ex officio s'il n'est pas déjà député, portant le total des membres de l'assemblée à 46. Le président de l'assemblée est quant à lui désigné en dehors des membres de cette dernière. N'étant pas député, il ne participe pas aux votes.
Les élections législatives sont suivies d'une élection présidentielle, les députés devant choisir en leur sein trois ou quatre candidats pour cette élection. Le mandat du président de la république Taneti Maamau étant arrivé à échéance en mai, une élection présidentielle doit se tenir en août au plus tard, après les élections législatives.

## Candidats et campagne électorale
Cent-quatorze candidats, dont dix-huit femmes, se présentent. Dans les circonscriptions de Butaritari, de Tamana et de Tabiteuea-sud, le nombre de candidats est égal au nombre de sièges à pourvoir, et les députés sortants Alexander Teabo, Tinian Reiher, Tekeeua Tarati et Booti Nauan y sont donc reconduits sans élection.
La campagne se déroule principalement dans les mwaneaba, au niveau des communautés locales. Si le gouvernement sortant se targue d'avoir mis en place des pensions de vieillesse, une allocation chômage et des subsides (en) pour la production de coprah, le coût de la vie à Tarawa-Sud est élevé et l'importation de médicaments est insuffisante par rapport aux besoins de la population.

## Résultats

### Résultats nationaux
Quatorze députés de la majorité sortante et douze députés de l'opposition sortante sont réélus, les autres députés étant de nouveaux élus. Le président de la république Taneti Maamau, son vice-président Teuea Toatu et la cheffe de l'opposition Tessie Lambourne conservent tous leurs sièges à l'Assemblée. Le ministre de l'Emploi Taabeta Teakai et le ministre des Infrastructures Willie Tokataake sont toutefois battus dans leurs circonscriptions respectives.
La nouvelle assemblée siègera le 13 septembre.

### Résultats par circonscription
Les résultats sont les suivants.

#### Makin
| Député sortant | Député sortant | Parti | Fonctions | Sortant se représente ? | Élu | Élu            | Parti | Affiliation ultérieure | Affiliation ultérieure |
| -------------- | -------------- | ----- | --------- | ----------------------- | --- | -------------- | ----- | ---------------------- | ---------------------- |
|                | James Taom     | TK    |           | oui                     |     | Auria Kitina   |       |                        |                        |
|                | Pinto Katia    | BKM   |           | oui                     |     | Pinto Katia    |       |                        |                        |
|                | Hajime Kashimo | SSP   |           | oui                     |     | Hajime Kashimo |       |                        |                        |

tour unique :
| Candidat                | Voix | Pourcentage | Changement par rapport à 2020 | Résultat      |
| ----------------------- | ---- | ----------- | ----------------------------- | ------------- |
| Auria Kitina            | 686  | 68,9        |                               | élu           |
| Pinto Katia             | 632  | 63,5        |                               | réélu         |
| Hajime Kashimo          | 598  | 60,1        |                               | élu           |
| James Taom              | 316  | 31,7        |                               | sortant battu |
| Bwaaio Borauea          | 90   | 9,1         |                               |               |
| Karea Paul Chen Baireti | 69   | 6,9         |                               |               |

#### Butaritari
| Député sortant | Député sortant  | Parti | Fonctions               | Sortant se représente ? | Élu | Élu             | Parti | Affiliation ultérieure | Affiliation ultérieure |
| -------------- | --------------- | ----- | ----------------------- | ----------------------- | --- | --------------- | ----- | ---------------------- | ---------------------- |
|                | Alexander Teabo | TK    | ministre de l'Éducation | oui                     |     | Alexander Teabo |       |                        |                        |
|                | Tinian Reiher   | BKM   |                         | oui                     |     | Tinian Reiher   |       |                        |                        |

| Candidat        | Voix | Pourcentage | Changement par rapport à 2020 | Résultat                |
| --------------- | ---- | ----------- | ----------------------------- | ----------------------- |
| Tinian Reiher   | n/a  | n/a         | n/a                           | reconduit sans élection |
| Alexander Teabo | n/a  | n/a         | n/a                           | reconduit sans élection |

#### Marakei
| Député sortant | Député sortant    | Parti | Fonctions                                                   | Sortant se représente ? | Élu | Élu               | Parti | Affiliation ultérieure | Affiliation ultérieure |
| -------------- | ----------------- | ----- | ----------------------------------------------------------- | ----------------------- | --- | ----------------- | ----- | ---------------------- | ---------------------- |
|                | Ruateki Tekaiara  | TK    | ministre de l'Environnement, des Terres et de l'Agriculture | oui                     |     | Ruateki Tekaiara  |       |                        |                        |
|                | Moannata Ientaake | TK    |                                                             | oui                     |     | Moannata Ientaake |       |                        |                        |

1er tour :
| Candidat           | Voix | Pourcentage | Changement par rapport à 2020 | Résultat  |
| ------------------ | ---- | ----------- | ----------------------------- | --------- |
| Ruateki Tekaiara   | 824  | 59,8        |                               | réélu     |
| Moannata Ientaake  | 679  | 49,3        |                               | ballotage |
| Burentoun Atanrika | 424  | 30,8        |                               | ballotage |
| Tokinekai Bakineti | 261  | 18,9        |                               | ballotage |
| Atunuea Tiree      | 104  | 7,6         |                               |           |

2d tour :
| Candidat            | Voix | Pourcentage | Changement par rapport à 2020 | Résultat |
| ------------------- | ---- | ----------- | ----------------------------- | -------- |
| Moannata Ientaake   | 773  | 56,7        |                               | réélu    |
| Burentoun Atanrika  | 386  | 28,3        |                               |          |
| Tokantekai Bakineti | 204  | 15,0        |                               |          |

#### Abaiang
| Député sortant | Député sortant   | Parti | Fonctions                                                                              | Sortant se représente ? | Élu | Élu                 | Parti | Affiliation ultérieure | Affiliation ultérieure |
| -------------- | ---------------- | ----- | -------------------------------------------------------------------------------------- | ----------------------- | --- | ------------------- | ----- | ---------------------- | ---------------------- |
|                | Teuea Toatu      | TK    | vice-président de la République ; ministre des Finances et du Développement économique | oui                     |     | Teuea Toatu         |       |                        |                        |
|                | Betero Atanibora | TK    |                                                                                        | oui                     |     | Betero Atanibora    |       |                        |                        |
|                | Kautu Tenaua     | BKM   |                                                                                        | oui                     |     | Lavinia Teatao Teem |       |                        |                        |

1er tour :
| Candidat              | Voix  | Pourcentage | Changement par rapport à 2020 | Résultat  |
| --------------------- | ----- | ----------- | ----------------------------- | --------- |
| Lavinia Teatao Teem   | 1 445 | 52,8        |                               | élue      |
| Teuea Toatu           | 1 343 | 49,1        |                               | ballotage |
| Kautu Tenaua          | 1 080 | 39,5        |                               | ballotage |
| Betero Atanibora      | 1 012 | 37,0        |                               | ballotage |
| Emil Tuuti            | 835   | 35,5        |                               | ballotage |
| Tokintekai Itimaroroa | 100   | 3,7         |                               |           |

2d tour :
| Candidat         | Voix  | Pourcentage | Changement par rapport à 2020 | Résultat      |
| ---------------- | ----- | ----------- | ----------------------------- | ------------- |
| Teuea Toatu      | 1 285 | 48,7        |                               | réélu         |
| Betero Atanibora | 1 150 | 43,5        |                               | réélu         |
| Kautu Tenaua     | 1 054 | 39,9        |                               | sortant battu |
| Emil Tuuti       | 613   | 23,2        |                               |               |

#### Tarawa-Nord
| Député sortant | Député sortant        | Parti | Fonctions | Sortant se représente ? | Élu | Élu                   | Parti | Affiliation ultérieure | Affiliation ultérieure |
| -------------- | --------------------- | ----- | --------- | ----------------------- | --- | --------------------- | ----- | ---------------------- | ---------------------- |
|                | Harry Tekaiti         | BKM   |           | oui                     |     | Harry Tekaiti         |       |                        |                        |
|                | Boutu Bateriki        | TK    |           | oui                     |     | Tonganibeia Koakoa    |       |                        |                        |
|                | Terieta Mwemwenikeaki | BKM   |           | oui                     |     | Terieta Mwemwenikeaki |       |                        |                        |

1er tour :
| Candidat              | Voix  | Pourcentage | Changement par rapport à 2020 | Résultat   |
| --------------------- | ----- | ----------- | ----------------------------- | ---------- |
| Harry Tekaiti         | 1 826 | 50,3        |                               | réélu      |
| Tonganibeia Koakoa    | 1 747 | 48,4        |                               | ballottage |
| Terieta Mwemwenikeaki | 1 612 | 44,4        |                               | ballottage |
| Boutu Bateriki        | 1 243 | 34,3        |                               | ballottage |
| Atarake Nataara       | 425   | 11,7        |                               | ballottage |

2d tour :
| Candidat              | Voix  | Pourcentage | Changement par rapport à 2020 | Résultat      |
| --------------------- | ----- | ----------- | ----------------------------- | ------------- |
| Terieta Mwemwenikeaki | 1 843 | 51,0        |                               | réélu         |
| Tonganibeia Koakoa    | 1 820 | 50,4        |                               | élu           |
| Boutu Bateriki        | 1 405 | 38,9        |                               | sortant battu |
| Atarake Nataara       | 147   | 4,1         |                               |               |

#### Tarawa-Sud
| Député sortant | Député sortant      | Parti | Fonctions                                                        | Sortant se représente ? | Élu | Élu                 | Parti | Affiliation ultérieure | Affiliation ultérieure |
| -------------- | ------------------- | ----- | ---------------------------------------------------------------- | ----------------------- | --- | ------------------- | ----- | ---------------------- | ---------------------- |
|                | Taoaba Kaiea        | TK    |                                                                  | oui                     |     | Birimaka Tekanene   |       |                        |                        |
|                | Tebuai Uaai         | TK    |                                                                  | oui                     |     | Tebuai Uaai         |       |                        |                        |
|                | Taabeta Teakai (en) | TK    | ministre de l'Emploi et du Développement des ressources humaines | oui                     |     | Ruth Cross Kwansing |       |                        |                        |

1er tour :
| Candidat              | Voix  | Pourcentage | Changement par rapport à 2020 | Résultat   |
| --------------------- | ----- | ----------- | ----------------------------- | ---------- |
| Tebuai Uaai           | 3 689 | 29,3        |                               | ballotage  |
| Ruth Cross Kwansing   | 3 410 | 27,1        |                               | ballottage |
| Taabeta Teakai        | 3 328 | 26,4        |                               | ballottage |
| Birimaka Tekanene     | 3 211 | 25,5        |                               | ballottage |
| Taoaba Kaiea          | 2 816 | 22,4        |                               | ballottage |
| Harry Tong            | 2 626 | 20,8        |                               |            |
| Ngaina Roniti Teiwaki | 1 104 | 8,8         |                               |            |
| Natan Teewe           | 1 019 | 8,1         |                               |            |
| Ruatu Titaake         | 988   | 7,8         |                               |            |
| Akineti Moataake      | 918   | 7,3         |                               |            |
| Tekeeua Kauongo       | 566   | 4,5         |                               |            |
| Baantarawa Ietimeta   | 546   | 4,3         |                               |            |
| Terabwena Taomati     | 546   | 4,3         |                               |            |
| Taabia Kabaua         | 515   | 4,1         |                               |            |
| Kairao Bauea          | 349   | 2,8         |                               |            |
| Ioane Kireon          | 311   | 2,5         |                               |            |
| Kaiboia Ubaitoi       | 204   | 1,6         |                               |            |
| Brock Neti            | 197   | 1,6         |                               |            |
| Beniera Kaitia        | 161   | 1,3         |                               |            |
| Erimeta Barako        | 149   | 1,2         |                               |            |
| Ramanibina Titau      | 110   | 0,9         |                               |            |
| Teweti Toare          | 109   | 0,9         |                               |            |

2d tour :
| Candidat            | Voix  | Pourcentage | Changement par rapport à 2020 | Résultat |
| ------------------- | ----- | ----------- | ----------------------------- | -------- |
| Birimaka Tekanene   | 5 670 | 47,0        |                               | élu      |
| Tebuai Uaai         | 4 709 | 39,0        |                               | réélu    |
| Ruth Cross Kwansing | 4 667 | 38,7        |                               | élue     |
| Taabeta Teakai      | 4 587 | 38,0        |                               |          |
| Taoaba Kaiea        | 3 817 | 31,6        |                               |          |

#### Betio
| Député sortant | Député sortant     | Parti | Fonctions                                     | Sortant se représente ? | Élu | Élu             | Parti | Affiliation ultérieure | Affiliation ultérieure |
| -------------- | ------------------ | ----- | --------------------------------------------- | ----------------------- | --- | --------------- | ----- | ---------------------- | ---------------------- |
|                | Ioteba Redfern     | TK    |                                               | non                     |     | Tangariki Reete |       |                        |                        |
|                | Tinte Itinteang    | TK    | ministre de la Santé et des Services médicaux | oui                     |     | Tinte Itinteang |       |                        |                        |
|                | Tebao Awerika (en) | TK    |                                               | oui                     |     | Choy Freddy     |       |                        |                        |

1er tour :
| Candidat          | Voix  | Pourcentage | Changement par rapport à 2020 | Résultat   |
| ----------------- | ----- | ----------- | ----------------------------- | ---------- |
| Tangariki Reete   | 3 203 | 48,7        |                               | ballottage |
| Kataaua Benjamin  | 2 526 | 38,4        |                               | ballottage |
| Choy Freddy       | 2 300 | 34,9        |                               | ballottage |
| Tinte Itinteang   | 2 276 | 34,6        |                               | ballottage |
| Tebao Awerika     | 1 774 | 26,9        |                               | ballottage |
| Botika Maitinnara | 1 546 | 23,5        |                               |            |
| Tirikai Tiraim    | 262   | 4,0         |                               |            |

2d tour :
| Candidat         | Voix  | Pourcentage | Changement par rapport à 2020 | Résultat      |
| ---------------- | ----- | ----------- | ----------------------------- | ------------- |
| Tangariki Reete  | 2 780 | 42,8        |                               | élue          |
| Choy Freddy      | 2 641 | 40,7        |                               | élu           |
| Tinte Itinteang  | 2 602 | 40,1        |                               | réélu         |
| Kataaua Benjamin | 2 509 | 38,7        |                               |               |
| Tebao Awerika    | 1 848 | 28,5        |                               | sortant battu |

#### Maiana
| Député sortant | Député sortant    | Parti | Fonctions | Sortant se représente ? | Élu | Élu               | Parti | Affiliation ultérieure | Affiliation ultérieure |
| -------------- | ----------------- | ----- | --------- | ----------------------- | --- | ----------------- | ----- | ---------------------- | ---------------------- |
|                | Koraubati Remuera | BKM   |           | oui                     |     | Koraubati Remuera |       |                        |                        |
|                | Vincent Tong      | BKM   |           | oui                     |     | Ruta Teretia Babo |       |                        |                        |

tour unique :
| Candidat          | Voix | Pourcentage | Changement par rapport à 2020 | Résultat      |
| ----------------- | ---- | ----------- | ----------------------------- | ------------- |
| Ruta Teretia Babo | 663  | 56,3        |                               | élue          |
| Koraubati Remuera | 595  | 50,5        |                               | réélu         |
| David Collins     | 456  | 38,7        |                               |               |
| Vincent Tong      | 323  | 27,4        |                               | sortant battu |

#### Kuria
| Député sortant | Député sortant | Parti | Fonctions | Sortant se représente ? | Élu | Élu            | Parti | Positionnement ultérieur | Positionnement ultérieur |
| -------------- | -------------- | ----- | --------- | ----------------------- | --- | -------------- | ----- | ------------------------ | ------------------------ |
|                | Banuera Berina | BKM   |           | oui                     |     | Banuera Berina |       |                          |                          |

1er tour :
| Candidat       | Voix | Pourcentage | Changement par rapport à 2020 | Résultat               |
| -------------- | ---- | ----------- | ----------------------------- | ---------------------- |
| Banuera Berina | 283  | 44,2        |                               | ballotage              |
| Tom Murdoch    | 260  | 40,6        |                               | ballotage              |
| Moote Kabure   | 93   | 14,5        |                               | ballottage (se retire) |

2d tour :
| Candidat       | Voix | Pourcentage | Changement par rapport à 2020 | Résultat |
| -------------- | ---- | ----------- | ----------------------------- | -------- |
| Banuera Berina | 325  | 50,5        |                               | réélu    |
| Tom Murdoch    | 314  | 48,8        |                               |          |

#### Aranuka
| Député sortant | Député sortant | Parti | Fonctions                                                                | Sortant se représente ? | Élu | Élu           | Parti | Positionnement ultérieur | Positionnement ultérieur |
| -------------- | -------------- | ----- | ------------------------------------------------------------------------ | ----------------------- | --- | ------------- | ----- | ------------------------ | ------------------------ |
|                | Martin Moreti  | TK    | ministre des Femmes, de la Jeunesse, des Sports et des Affaires sociales | oui                     |     | Martin Moreti |       |                          |                          |

unique tour :
| Candidat      | Voix | Pourcentage | Changement par rapport à 2016 | Résultat |
| ------------- | ---- | ----------- | ----------------------------- | -------- |
| Martin Moreti | 406  | 60,9        |                               | réélu    |
| Tianeti Ioane | 192  | 28,8        |                               |          |
| Toom Namron   | 68   | 10,2        |                               |          |

#### Abemama
| Député sortant | Député sortant        | Parti | Fonctions                                                   | Sortant se représente ? | Élu | Élu              | Parti | Positionnement ultérieur | Positionnement ultérieur |
| -------------- | --------------------- | ----- | ----------------------------------------------------------- | ----------------------- | --- | ---------------- | ----- | ------------------------ | ------------------------ |
|                | Tessie Lambourne      | BKM   | cheffe de l'opposition                                      | oui                     |     | Tessie Lambourne |       |                          |                          |
|                | Willie Tokataake (en) | TK    | ministre des Infrastructures, et des Énergies renouvelables | oui                     |     | Tokaibure Rabaua |       |                          |                          |

unique tour :
| Candidat         | Voix  | Pourcentage | Changement par rapport à 2020 | Résultat      |
| ---------------- | ----- | ----------- | ----------------------------- | ------------- |
| Tokaibure Rabaua | 1 068 | 56,4        |                               | élu           |
| Tessie Lambourne | 961   | 50,8        |                               | réélue        |
| Willie Tokataake | 875   | 46,2        |                               | sortant battu |

#### Nonouti
| Député sortant | Député sortant  | Parti | Fonctions | Sortant se représente ? | Élu | Élu                    | Parti | Positionnement ultérieur | Positionnement ultérieur |
| -------------- | --------------- | ----- | --------- | ----------------------- | --- | ---------------------- | ----- | ------------------------ | ------------------------ |
|                | Ieremia Tabai   | BKM   |           | oui                     |     | Ieremia Tabai          |       |                          |                          |
|                | Bonteman Tabera | BKM   |           | non                     |     | Dennis Waysang Kum Kee |       |                          |                          |

1er tour :
| Candidat               | Voix | Pourcentage | Changement par rapport à 2020 | Résultat   |
| ---------------------- | ---- | ----------- | ----------------------------- | ---------- |
| Dennis Waysang Kum Kee | 782  | 56,0        |                               | élu        |
| Ieremia Tabai          | 592  | 42,4        |                               | ballottage |
| Atanteora Beiatau      | 471  | 33,4        |                               | ballottage |
| Karuaki Maritino Matia | 243  | 17,4        |                               | ballottage |
| Miriah Waysang Kum Kee | 194  | 13,9        |                               |            |

2d tour :
| Candidat               | Voix | Pourcentage | Changement par rapport à 2020 | Résultat |
| ---------------------- | ---- | ----------- | ----------------------------- | -------- |
| Ieremia Tabai          | 570  | 43,0        |                               | réélu    |
| Atanteora Beiatau      | 493  | 37,2        |                               |          |
| Karuaki Maritino Matia | 255  | 19,3        |                               |          |

#### Tabiteuea-Nord
| Député sortant | Député sortant          | Parti | Fonctions              | Sortant se représente ? | Élu | Élu                     | Parti | Positionnement ultérieur | Positionnement ultérieur |
| -------------- | ----------------------- | ----- | ---------------------- | ----------------------- | --- | ----------------------- | ----- | ------------------------ | ------------------------ |
|                | Tarakabu Martin Tofinga | TK    | ministre de la Justice | oui                     |     | Tarakabu Martin Tofinga |       |                          |                          |
|                | Taberannang Timeon      | BKM   |                        | oui                     |     | Taberannang Timeon      |       |                          |                          |

1er tour :
| Candidat                | Voix  | Pourcentage | Changement par rapport à 2020 | Résultat  |
| ----------------------- | ----- | ----------- | ----------------------------- | --------- |
| Taberannang Timeon      | 1 084 | 59,2        |                               | réélu     |
| Tarakabu Martin Tofinga | 814   | 44,4        |                               | ballotage |
| Ruria Iteraera          | 500   | 27,3        |                               | ballotage |
| Teabi Tekeaa            | 321   | 17,5        |                               | ballotage |
| Taoing Teaiwa Taoaba    | 73    | 4,0         |                               |           |
| Bwereti Teriakai        | 25    | 1,4         |                               |           |

2d tour :
| Candidat                | Voix | Pourcentage | Changement par rapport à 2020 | Résultat |
| ----------------------- | ---- | ----------- | ----------------------------- | -------- |
| Tarakabu Martin Tofinga | 958  | 52,4        |                               | réélu    |
| Ruria Iteraera          | 762  | 41,7        |                               |          |
| Teabi Tekeaa            | 103  | 5,6         |                               |          |

#### Tabiteuea-Sud
| Député sortant | Député sortant | Parti | Fonctions                                                | Sortant se représente ? | Élu | Élu         | Parti | Affiliation ultérieure | Affiliation ultérieure |
| -------------- | -------------- | ----- | -------------------------------------------------------- | ----------------------- | --- | ----------- | ----- | ---------------------- | ---------------------- |
|                | Booti Nauan    | TK    | ministre du Commerce, des Industries et des Coopératives | oui                     |     | Booti Nauan |       |                        |                        |

| Candidat    | Voix | Pourcentage | Changement par rapport à 2020 | Résultat                |
| ----------- | ---- | ----------- | ----------------------------- | ----------------------- |
| Booti Nauan | n/a  | n/a         | n/a                           | reconduit sans élection |

#### Onotoa
| Député sortant | Député sortant | Parti | Fonctions                  | Sortant se représente ? | Élu | Élu           | Parti | Affiliation ultérieure | Affiliation ultérieure |
| -------------- | -------------- | ----- | -------------------------- | ----------------------- | --- | ------------- | ----- | ---------------------- | ---------------------- |
|                | Taneti Maamau  | TK    | président de la République | oui                     |     | Taneti Maamau |       |                        |                        |
|                | Taiaki Irata   | TK    |                            | oui                     |     | Riteta Iorome |       |                        |                        |

1er tour :
| Candidat          | Voix | Pourcentage | Changement par rapport à 2020 | Résultat   |
| ----------------- | ---- | ----------- | ----------------------------- | ---------- |
| Taneti Maamau     | 688  | 82,8        |                               | réélu      |
| Riteta Iorome     | 313  | 37,7        |                               | ballottage |
| Taiaki Irata      | 281  | 33,8        |                               | ballotage  |
| Baraniko Eromanga | 146  | 17,6        |                               | ballotage  |
| Kouraiti Beniato  | 75   | 9,0         |                               |            |

2d tour :
| Candidat          | Voix | Pourcentage | Changement par rapport à 2020 | Résultat      |
| ----------------- | ---- | ----------- | ----------------------------- | ------------- |
| Riteta Iorome     | 367  | 44,3        |                               | élu           |
| Taiaki Irata      | 360  | 43,5        |                               | sortant battu |
| Baraniko Eromanga | 101  | 12,2        |                               |               |

#### Beru
| Député sortant | Député sortant      | Parti | Fonctions | Sortant se représente ? | Élu | Élu              | Parti | Affiliation ultérieure | Affiliation ultérieure |
| -------------- | ------------------- | ----- | --------- | ----------------------- | --- | ---------------- | ----- | ---------------------- | ---------------------- |
|                | England Iuta        | BKM   |           | oui                     |     | England Iuta     |       |                        |                        |
|                | Batoromaio Kiritian | BKM   |           | oui                     |     | Tawaria Komwenga |       |                        |                        |

unique tour :
| Candidat            | Voix | Pourcentage | Changement par rapport à 2020 | Résultat      |
| ------------------- | ---- | ----------- | ----------------------------- | ------------- |
| England Iuta        | 641  | 55,3        |                               | réélu         |
| Tawaria Komwenga    | 603  | 52,0        |                               | élu           |
| Batoromaio Kiritian | 393  | 33,9        |                               | sortant battu |
| Tetabo Nakara       | 350  | 30,2        |                               |               |

#### Nikunau
| Député sortant | Député sortant    | Parti | Fonctions                                          | Sortant se représente ? | Élu | Élu               | Parti | Affiliation ultérieure | Affiliation ultérieure |
| -------------- | ----------------- | ----- | -------------------------------------------------- | ----------------------- | --- | ----------------- | ----- | ---------------------- | ---------------------- |
|                | Ribanataake Tiwau | TK    | ministre des Pêcheries et des Ressources maritimes | oui                     |     | Ribanataake Tiwau |       |                        |                        |
|                | Tauanei Marea     | TK    |                                                    | oui                     |     | Tauanei Marea     |       |                        |                        |

unique tour :
| Candidat          | Voix | Pourcentage | Changement par rapport à 2020 | Résultat |
| ----------------- | ---- | ----------- | ----------------------------- | -------- |
| Ribanataake Tiwau | 821  | 75,1        |                               | réélu    |
| Tauanei Marea     | 623  | 57,0        |                               | réélu    |
| Taitii Waitie     | 399  | 36,5        |                               |          |
| Joshua Tinga      | 143  | 13,1        |                               |          |

#### Tamana
| Député sortant | Député sortant | Parti | Fonctions                                                                                     | Sortant se représente ? | Élu | Élu            | Parti | Affiliation ultérieure | Affiliation ultérieure |
| -------------- | -------------- | ----- | --------------------------------------------------------------------------------------------- | ----------------------- | --- | -------------- | ----- | ---------------------- | ---------------------- |
|                | Teekeua Tarati | TK    | ministre de l'Information, des Communications, des Transports et du Développement du tourisme | oui                     |     | Tekeeua Tarati |       |                        |                        |

| Candidat       | Voix | Pourcentage | Changement par rapport à 2020 | Résultat                |
| -------------- | ---- | ----------- | ----------------------------- | ----------------------- |
| Tekeeua Tarati | n/a  | n/a         | n/a                           | reconduit sans élection |

#### Arorae
| Député sortant | Député sortant | Parti | Fonctions | Sortant se représente ? | Élu | Élu          | Parti | Affiliation ultérieure | Affiliation ultérieure |
| -------------- | -------------- | ----- | --------- | ----------------------- | --- | ------------ | ----- | ---------------------- | ---------------------- |
|                | Teima Onorio   | BKM   |           | oui                     |     | Niiti Itaaka |       |                        |                        |

1er tour :
| Candidat             | Voix | Pourcentage | Changement par rapport à 2020 | Résultat  |
| -------------------- | ---- | ----------- | ----------------------------- | --------- |
| Koru Tionee Tebakabo | 195  | 39,7        |                               | ballotage |
| Niiti Itaaka         | 188  | 38,3        |                               | ballotage |
| Teima Onorio         | 107  | 21,8        |                               | ballotage |

2d tour :
| Candidat             | Voix | Pourcentage | Changement par rapport à 2020 | Résultat        |
| -------------------- | ---- | ----------- | ----------------------------- | --------------- |
| Niiti Itaaka         | 254  | 51,4        |                               | élu             |
| Koru Tionee Tebakabo | 223  | 45,1        |                               |                 |
| Teima Onorio         | 17   | 3,4         |                               | sortante battue |

#### Banaba
| Député sortant | Député sortant  | Parti | Fonctions | Sortant se représente ? | Élu | Élu             | Parti | Affiliation ultérieure | Affiliation ultérieure |
| -------------- | --------------- | ----- | --------- | ----------------------- | --- | --------------- | ----- | ---------------------- | ---------------------- |
|                | Tibanga Taratai | BKM   |           | oui                     |     | Tibanga Taratai |       |                        |                        |

unique tour :
| Candidat          | Voix | Pourcentage | Changement par rapport à 2020 | Résultat |
| ----------------- | ---- | ----------- | ----------------------------- | -------- |
| Tibanga Taratai   | 143  | 70,4        |                               | réélu    |
| Pelenise Pilitati | 60   | 29,6        |                               |          |

#### Kiritimati
| Député sortant | Député sortant  | Parti | Fonctions                                                         | Sortant se représente ? | Élu | Élu             | Parti | Affiliation ultérieure | Affiliation ultérieure |
| -------------- | --------------- | ----- | ----------------------------------------------------------------- | ----------------------- | --- | --------------- | ----- | ---------------------- | ---------------------- |
|                | Mikarite Temari | TK    | ministre du Développement des îles de la Ligne et des îles Phœnix | oui                     |     | Mikarite Temari |       |                        |                        |
|                | Jacob Teem      | BKM   |                                                                   | oui                     |     | Jacob Teem      |       |                        |                        |
|                | Bakaia Kiabo    | BKM   |                                                                   | oui                     |     | Teribwa Taabe   |       |                        |                        |

1er tour :
| Candidat         | Voix  | Pourcentage | Changement par rapport à 2020 | Résultat   |
| ---------------- | ----- | ----------- | ----------------------------- | ---------- |
| Mikarite Temari  | 2 157 | 60,8        |                               | réélu      |
| Teribwa Taabe    | 1 738 | 49,0        |                               | ballottage |
| Jacob Teem       | 1 640 | 46,2        |                               | ballottage |
| Bakaia Kiabo     | 958   | 27,0        |                               | ballottage |
| Kataebati Bataua | 361   | 10,2        |                               | ballotage  |
| Rabaere Matai    | 236   | 6,7         |                               |            |
| Kaitibo Timon    | 204   | 5,8         |                               |            |
| Kaitama Toroto   | 154   | 4,3         |                               |            |

2d tour :
| Candidat         | Voix  | Pourcentage | Changement par rapport à 2020 | Résultat      |
| ---------------- | ----- | ----------- | ----------------------------- | ------------- |
| Teribwa Taabe    | 1 843 | 54,5        |                               | élu           |
| Jacob Teem       | 1 594 | 47,2        |                               | réélu         |
| Bakaia Kiabo     | 1 151 | 34,1        |                               | sortant battu |
| Kataebati Bataua | 788   | 23,3        |                               |               |

#### Tabuaeran
| Député sortant | Député sortant    | Parti | Fonctions | Sortant se représente ? | Élu | Élu                | Parti | Affiliation ultérieure | Affiliation ultérieure |
| -------------- | ----------------- | ----- | --------- | ----------------------- | --- | ------------------ | ----- | ---------------------- | ---------------------- |
|                | Tekiau Aretaateta | BKM   |           | non                     |     | Kaotitaake Kokoria |       |                        |                        |
|                | Tewaaki Kobwae    | BKM   |           | oui                     |     | Matanga Aran       |       |                        |                        |

1er tour :
| Candidat              | Voix | Pourcentage | Changement par rapport à 2020 | Résultat      |
| --------------------- | ---- | ----------- | ----------------------------- | ------------- |
| Kaotitaake Kokoria    | 665  | 63,1        |                               | élu           |
| Matanga Aran          | 491  | 46,6        |                               | ballotage     |
| Rubeiti Eria          | 290  | 27,5        |                               | ballotage     |
| Arawaia Tiira Redfern | 150  | 14,2        |                               | ballotage     |
| Marouea Kamraratu     | 109  | 10,3        |                               |               |
| Tewaaki Kobwae        | 101  | 9,6         |                               | sortant battu |
| Teraawati Kinta       | 50   | 4,7         |                               |               |

2d tour :
| Candidat              | Voix | Pourcentage | Changement par rapport à 2020 | Résultat |
| --------------------- | ---- | ----------- | ----------------------------- | -------- |
| Matanga Aran          | 693  | 66,3        |                               | élu      |
| Arawaia Tiira Redfern | 190  | 18,2        |                               |          |
| Rubeiti Eria          | 161  | 15,4        |                               |          |

#### Teraina
| Député sortant | Député sortant  | Parti | Fonctions | Sortant se représente ? | Élu | Élu           | Parti | Affiliation ultérieure | Affiliation ultérieure |
| -------------- | --------------- | ----- | --------- | ----------------------- | --- | ------------- | ----- | ---------------------- | ---------------------- |
|                | Nantongo Timeon | BKM   |           | oui                     |     | Bautaake Beia |       |                        |                        |

unique tour :
| Candidat         | Voix | Pourcentage | Changement par rapport à 2020 | Résultat      |
| ---------------- | ---- | ----------- | ----------------------------- | ------------- |
| Bautaake Beia    | 536  | 63,1        |                               | élu           |
| Tione Teraoi Moy | 160  | 18,8        |                               |               |
| Nantongo Timeon  | 149  | 17,5        |                               | sortant battu |

## Suites
Trente-trois des députés se joignent au parti Tobwaan Kiribati, conférant ainsi une très large majorité parlementaire au président Taneti Maamau. Assemblés pour la première fois le 13 septembre, ils élisent pour président du Parlement Willie Tokataake, ministre des Infrastructures de la législature sortante ayant perdu son siège de député aux élections de 2024. 
Ils désignent ensuite les députés autorisés à concourir à l'élection présidentielle d'octobre. La majorité parlementaire valide la candidature de son chef, le président Taneti Maamau, mais interdit la candidature de la cheffe de l'opposition, Tessie Lambourne. Les trois autres députés choisis par la majorité pour concourir sont qualifiés par Radio New Zealand de « candidats fantoches (en) » sélectionnés pour donner une apparence de pluralisme à un scrutin conçu pour la réélection du président Maamau. Tous sont membres du parti Tobwaan Kiribati.